# 1. FC Gievenbeck
Der 1. FC Gievenbeck ist ein Sportverein aus dem Münsteraner Stadtteil Gievenbeck. Die erste Fußballmannschaft spielte in den Spielzeiten 2012/13 und 2018/19 sowie seit 2022 in der fünftklassigen Oberliga Westfalen. Neben Fußball bietet der Verein die Sportarten Badminton und Tischtennis an.

## Geschichte
Der Verein wurde am 29. Mai 1949 gegründet. Ehemalige Volleyballspieler des 1. FC Gievenbeck gründeten am 22. November 1971 den TSC Münster, der sich im Jahre 2001 in TSC Münster-Gievenbeck umbenannte.

### Liga
Zunächst auf Kreisebene spielend gelang im Jahre 1954 erstmals der Aufstieg in die Bezirksliga. Nach dem sofortigen Wiederabstieg dauerte es bis 1976, bis der FCG in die Bezirksliga zurückkehrte. Sieben Jahre später ging es erneut zurück in die Kreisliga A. Nach dem dritten Bezirksligaaufstieg im Jahre 1987 konnte sich der Verein in der Bezirksliga etablieren. Vier Jahre später gelang der Aufstieg in die Landesliga, die man im Jahre 2002 nach einer 0:2-Niederlage im Entscheidungsspiel gegen Vorwärts Epe wieder nach unten verlassen musste. Die Rückkehr gelang drei Jahre später mit einer Mannschaft, die durch zahlreiche Spieler der zweiten Mannschaft von Preußen Münster verstärkt wurde.
Die Saison 2006/07 beendete der FCG als Vizemeister hinter dem FC Recklinghausen. In der ersten Runde der Aufstiegsrunde schieden die Gievenbecker im Elfmeterschießen gegen SuS Langscheid-Enkhausen aus. Besser klappte es drei Jahre später. Wieder wurden die Gievenbecker Vizemeister, dieses Mal hinter dem SV Dorsten-Hardt. In der Aufstiegsrunde setzte sich die Mannschaft gegen Schwarz-Weiß Wattenscheid und den TSV Weißtal durch und schaffte nach einem 3:2-Sieg über den TuS Eving-Lindenhorst den Aufstieg in die Westfalenliga 1. Gievenbeck lag in diesem Spiel schon 0:2 zurück und konnte das Spiel durch drei Tore von Gunnar Weber noch drehen.
Zwei Jahre später qualifizierten sich die Gievenbecker als Fünfter für die wieder eingeführte, fünftklassige Oberliga Westfalen, aus der die Mannschaft jedoch als Tabellenletzter der Saison 2012/13 wieder abstieg. In der Saison 2017/18 gelang dem FCG der Wiederaufstieg in die Oberliga. Erneut mussten die Gievenbecker direkt wieder absteigen. 
In der Saison 2021/22 wurde die Mannschaft Vizemeister der Westfalenliga 1 hinter dem Delbrücker SC. Nach einem 3:1-Sieg im Entscheidungsspiel gegen den Vizemeister der Staffel 2 DJK TuS Hordel stiegen die Gievenbecker zum dritten Mal in die Oberliga Westfalen auf.

### Pokal
In der Saison 2016/17 konnte Gievenbeck durch ein 7:2-Sieg über den SC Münster 08 den Kreispokal des Fußballkreises Münster-Warendorf gewinnen und qualifizierte sich damit für den Westfalenpokal der folgenden Spielzeit. Dort zog die Mannschaft in die 2. Runde ein, in der sie sich dem Drittligisten Sportfreunde Lotte geschlagen geben mussten.
In der Spielzeit 2021/22 gewann der FCG durch einen Sieg gegen den TuS Hiltrup, wie bereits 2012 und 2013, den Kreispokal des Fußballkreises Münster. Drei Jahre zuvor, im Jahre 2019, waren die Gievenbecker im Finale gegen den SV Herbern noch an einem erneuten Pokalsieg gescheitert. In den Jahren 2024 und 2025 konnte Gievenbeck erneut den Kreispokal gewinnen.

## Erfolge
- Aufstieg in die Oberliga Westfalen: 2012, 2018, 2022
- Westfalenpokal-Viertelfinale: 2009/10, 2018/19
- Kreispokalsieger Fußballkreis Münster: 2012, 2013, 2015, 2017, 2022, 2024, 2025

## Persönlichkeiten
- Ismail Atalan, wurde Zweitligatrainer beim VfL Bochum
- Julian Conze, wurde Drittligaspieler bei Preußen Münster
- Maria Luisa Grohs, wurde mehrfach Deutsche Meisterin mit dem FC Bayern München
- Yassin Ibrahim, wurde Drittligaspieler bei den Würzburger Kickers
- Marc Lorenz, wurde Zweitligaspieler bei Arminia Bielefeld
- Christian Pander, wurde Bundesligaspieler beim FC Schalke 04 und A-Nationalspieler
- David Sauerland, wurde Drittligaspieler bei Eintracht Braunschweig
- Kieran Schulze-Marmeling, wurde Zweitligatrainer bei Preußen Münster
- Lennart Stoll, wurde Zweitligaspieler bei SSV Ulm 1846
- Jens Wissing, war Bundesligaspieler bei Borussia Mönchengladbach